# Culicoides burylovi
Culicoides burylovi är en tvåvingeart som beskrevs av Glukhova och Khabirov 1977. Culicoides burylovi ingår i släktet Culicoides och familjen svidknott. Inga underarter finns listade i Catalogue of Life.